# Легион Марии
«Легион Марии» (лат. Legio Mariae) — католическая апостольская организация, занимающаяся миссионерской деятельностью. Одна из католических марианских организаций. По состоянию на 2011 год в организации состоят 13 млн человек.

## История
«Легион Марии» был основан 7 сентября 1921 года Фрэнком Даффом в Дублине (Ирландия). Первоначально организация называлась «Братство Милосердия Пречистой Девы», но вскоре приняла современное название.

## Описание
«Легион Марии» является централизированной структурой с 6 степенями управления:
- Консилиум, находящийся в Дублине;
- Сенат — представительство Легиона в государстве;
- Регия;
- Комициум;
- Курия;
- Президиум — низшая и основная структура Легиона, охватывает одну парафию.

По состоянию на 2011 год в «Легионе Марии» состоят 10 миллионов молящихся членов и 3 миллиона активных, то есть непосредственно занимающихся миссионерской работой. Организация наиболее распространена в Южной Корее, Филиппинах, Бразилии, Аргентине и Демократической Республике Конго.